# Могилёвский государственный медицинский колледж
Могилевский государственный медицинский колледж — среднее специальное учебное заведение в г. Могилёв. Расположен по адресу ул. К. Маркса, 13. Ведется обучение по специальностям: лечебное дело, сестринское дело, фармация, медико-диагностическое дело.

## История
В 1847 году при Могилёвской больнице приказа общественного призрения было открыто «родовспомогательное заведение по подготовке повивальных бабок». Отделение ежегодно готовило лишь несколько выпускниц.
В феврале 1865 года по проекту акушера Могилевской губернской врачебной управы Николая Мартыновича Мандельштама была открыта повивальная школа как самостоятельное учебное заведение, для которого было отведено специальное здание больницы, где разместились классы для преподавания и квартиры для учениц. Обучались женщины от 20 до 35 лет. На каждый курс принималось 18 человек: 14 крестьянок и 4 вольнослушательницы с оплатой по 40 рублей за курс обучения. Основными преподавателями школы были директор Н. М. Мандельштам и врачи больницы, выпускники Киевского, Харьковского, Московского университетов.
6 мая 1874 г. было принято постановление о преобразовании школы в Центральную повивальную школу для Могилевской, Минской и Витебской губерний. Школа была рассчитана на 50 учениц-пансионерок и на 20 вольнослушательниц. Обучение проводилось в разные сроки: наиболее способные учились 1 год 10 месяцев, большинство — 2 года, а те, кто плохо овладевал знаниями — 2 года 2 месяца.
14 января 1875 г. открылась школа для фельдшеров. Она разместилась в доме, выстроенном за счет земских сборов трех губерний по распоряжению губернатора Александра Дембовецкого. Сегодня это первый корпус Могилевского государственного медицинского колледжа.
В 1907 г. с целью улучшения медицинского обслуживания сельского населения фельдшерская школа была преобразована в Могилевскую фельдшерско-акушерскую, устав которой утвердили 24 октября 1913 г. Высокий уровень подготовки позволял выпускникам этого учебного заведения замещать должность врача.
В 1923 г. на ее базе организован медицинский техникум, а в 1926 г. — медполитехникум с акушерским и фармацевтическим отделениями. В 1937 г. реорганизован в фельдшерско-акушерскую и фармацевтическую школу с численностью учащихся в 1200 человек.
В годы войны выпускники и преподаватели сражались на фронтах и в тылу. Званием Героя Советского Союза были удостоены лётчики Горовцов Сергей Касьянович, посмертно, и Рябчевский Михаил Федорович.
В 1956 г. Бобруйское и Могилевское учебные заведения объединены в Могилевское медицинское училище, которое готовило фельдшеров, акушеров, медсестер, клинических лаборантов, фармацевтов.
С 1976 г. в училище работало отделение совершенствования квалификации специалистов со средним медицинским и фармацевтическим образованием.
В 1985 г. создан музей истории училища, в котором собраны интересные экспонаты и документы.
В 2007 г. училище преобразовано в учреждение образования «Могилевский государственный медицинский колледж».